# Bill Cheesbourg
William Bernard „Bill“ Cheesbourg (* 12. Juni 1927 in Tucson; † 6. November 1995 ebenda) war ein US-amerikanischer Autorennfahrer.

## Karriere
Cheesbourg begann seine Karriere bei den Midget-Cars nach dem Zweiten Weltkrieg. Cheesbourg fuhr in der USAC-Serie von 1956 bis 1962 sowie 1964, 1965 und 1966. 31-mal war er am Start, darunter auch sechsmal bei den 500 Meilen von Indianapolis. Einen Sieg konnte Cheesbourg nicht erzielen.
Cheesbourg, der bei seinem Kollegen durch seine Hilfsbereitschaft sehr beliebt war, kehrte nach seiner Zeit bei den großen US-Monoposto-Wagen zu den Short-Tracks zurück und gewann am Ende seiner Karriere auch einige lokale Stock-Car-Rennen.
Da die 500 Meilen von Indianapolis von 1950 bis 1960 zur Weltmeisterschaft der Formel 1 gehörten, nahm Cheesbourg auch an drei Weltmeisterschaftsläufen teil. Punkte konnte er keine erreichen.